# Leymah Gbowee
Leymah Roberta Gbowee (Monrovia, 1 februari 1972) is een Liberiaans maatschappelijk werkster en vredesactiviste.

## Opleiding
In 1998 volgde ze in Liberia een opleiding "trauma healing and reconciliation", geïnspireerd door de mennonitische vredeswerker Barry Hart. In 2007 voltooide ze een Master of Arts opleiding in "conflict transformation" aan de Eastern Mennonite University in Harrisonburg (Virginia).

## Engagement
Ze werkte als trauma-counselor met voormalige kindsoldaten uit het leger van Charles Taylor. Haar engagement ging echter verder en steeds meer ging ze zich inzetten voor vrede en de plaats van vrouwen in invloedrijke posities. Ze zette verschillende organisaties op waarin ze christelijke en moslim-vrouwen gezamenlijk betrok.
Gbowee organiseerde de vredesbeweging, de Women of Liberia Mass Action for Peace, die er in 2003 voor zorgde dat er een einde kwam aan de Tweede Liberiaanse Burgeroorlog. Na verkiezingen in 2005 kon Ellen Johnson Sirleaf de eerste vrouwelijke president in Afrika worden.
Op 8 mei 2006 richtte Gbowee mee het Women Peace and Security Network Africa op. Deze pan-Afrikaanse organisatie is gevestigd te Ghana en heeft als doel de participatie van vrouwen bij besluitvorming rond vrede en veiligheid te bevorderen.
Gbowee is lid van het African Women Leaders Network for Reproductive Health and Family Planning.
In 2012 werd de Gbowee Peace Foundation Africa opgericht, eveneens met als doel veranderingen in Afrika te bewerkstelligen via gelijke kansen voor iedereen op alle niveaus. Om het werk te ondersteunen werd eveneens Gbowee Peace Foundation USA opgericht.

## Erkenning
- In 2007 ontving ze van de John F. Kennedy School of Government (onderdeel van de Harvard University) de "Blue Ribbon Peace Award" van de Women's Leadership Board.[6] Deze onderscheiding kreeg ze voor haar inzet voor vrede en de invloed van vrouwen.
- Eveneens in 2007 ontving ze de "EPIC Award" van The White House Project voor haar documentaire Pray the devil back to hell.[7]
- In 2009 kreeg ze samen met de Women of Liberia voor hun inzet voor de vrede de "Profile in Courage Award" van het John F. Kennedy Presidential Library and Museum.[8]
- Eveneens in 2009 ontving ze de Gruber Women's Right Prize voor haar inzet voor de vrede in West-Afrika.[9]
- Samen met Johnson Sirleaf en Tawakkul Karman werd aan haar in 2011 de Nobelprijs voor de Vrede toegewezen voor haar geweldloze strijd voor de veiligheid van vrouwen en voor vrouwenrechten.[10]
- In april 2012 kreeg ze een eredoctoraat aan de Zuid-Afrikaanse Rhodes-universiteit.[11]
- Bij de openingsceremonie van de Olympische Zomerspelen 2012 te Londen was Gbowee een van de acht personen die de Olympische vlag mochten binnendragen in het Olympisch Stadion.[12]
- Op 21 februari 2013 wordt het Leymah Gbowee Scholarship Fund for Leadership for African Women ingehuldigd.[13] Dit fonds wordt opgericht door de Katholieke Universiteit Leuven en heeft als doel Afrikaanse vrouwen een bachelor-opleiding te laten volgen aan een West-Afrikaanse universiteit, gevolgd door een master-opleiding aan de K.U.Leuven. De kandidaten voor het programma worden geselecteerd door de Gbowee Peace Foundation Africa.

## Uitgaven
- In 2008 werd Pray the devil back to Hell uitgebracht, een documentaire over de Women of Liberia Mass Action for Peace.[14] De documentaire werd geregisseerd door Gini Reticker. Leymah Gbowee speelt er zelf in mee. De titel verwijst naar een uitspraak van Gbowee dat Charles Taylor kan pray the devil out of hell. Daarom doet ze een oproep aan zowel moslimvrouwen als christelijke vrouwen om te bidden voor het omgekeerde.
- In 2011 schreef Gbowee samen met Carol Mithers haar memoires over haar persoonlijke strijd: Mighty be our powers.[15]